# Самылово (Макарьевский район)
Самы́лово — опустевшая деревня в Макарьевском районе Костромской области. Входит в состав Нежитинского сельского поселения.

## География
Находится в юго-восточной части Костромской области на расстоянии приблизительно 54 км на юго-запад по прямой от районного центра города Макарьев на левобережье Нёмды.

## История
Известна с 1872 года, когда здесь было учтено 8 дворов года, в 1907 году отмечено было 10 дворов. В период коллективизации здесь был организован колхоз «Вторая пятилетка», к тому времени в деревне было 12 домов.

## Население
Постоянное население составляло 37 человек (1870 год), 42 (1897), 48 (1907), 0 как в 2002 году, так и в 2010.